# Phare de Cabo Gros
Le Phare de Cabo Gros est un phare situé sur le promontoire de Cabo Gros à l'entrée ouest du port de Sóller et à l'ouest de l'île de Majorque, dans l'archipel des Îles Baléares (Espagne). Il fait face au Phare de Punta de Sa Creu sur le promontoire est.
Il est géré par l'autorité portuaire des îles Baléares (Autoridad Portuaria de Baleares) au port d'Alcúdia.

## Histoire
À l'initiative de la ville de Sóller, une station de signalisation a été construite en 1842 ; sa lumière n'a pas été allumée. Le phare a été transféré au Ministère des travaux publics public en 1852 et inauguré le 20 février 1859 comme un phare de 4e ordre. La construction interne de la tour était atypique pour l'époque, sans chambre de service. Les gardiens de phare étaient stationnés dans la lanterne pour maintenir l'éclairage. La première lumière était une lampe à huile d'olive. Quelques années plus tard elle a été remplacée par une lampe à mèche Maris.
En 1944 le phare a été électrifié. En avril 1952 une forte décharge électrique détruit la ligne électrique. La lampe de secours, de type Aladin a dû être utilisée jusqu'en août 1963 quand son système d'éclairage est redevenu électrique. Dans les années 1970, un système optique avec des lampes scellées a été mis en service jusqu'en novembre 2008. Actuellement, le système optique est de type acrylique avec des lampes de 400 w.
Identifiant : ARLHS : BAL-024 ; ES-35360 - Amirauté : E0289 - NGA : 5040 .
|           |
| Cabo Gros |

|                       |
| Le phare de Cabo Gros |

|                                     |
| L'entrée du port et les deux phares |